# Cheirogaleus minusculus
Cheirogaleus minusculus é uma espécie  de lêmure da família Cheirogaleidae. Endêmica de Madagascar, onde é encontrada apenas na região de Ambositra.